# اخلاق تجارت
اخلاق تجارت (انگلیسی: Business ethics) اخلاق کسب‌وکار یا اخلاق شرکتی، بخشی از اخلاق کاربردی یا اخلاق حرفه‌ای است، که به بررسی اصول اخلاقی و مشکلات اخلاقی که در یک محیط کسب‌وکار به وجود می‌آید، می‌پردازد. اخلاق تجارت اغلب به تمام جنبه‌های جریان کار اعمال می‌شود و مرتبط با رفتار افراد و کل سازمان است.
اخلاق کسب‌وکار سیستمی از قوانین و دستورالعمل‌های حرفه‌ای یک کسب‌وکار یا یک شرکت در یک محیط عادلانه، قانونی و اخلاقی است و همهٔ مسئولیت‌های یک شرکت در قبال عموم مردم (مسئولیت اجتماعی شرکت‌ها) هم‌چنین قوانین خاص منع کارهای غیرقانونی در محل کار را شامل می‌شود.